# Солер, Альваро
Альваро Таухерт Солер (исп. Álvaro Tauchert Soler; 9 января 1991, Барселона), более известен как Альваро Солер, — испано-немецкий певец и композитор, прославившийся благодаря синглу «El mismo sol», вышедшему в Европе летом 2015 года.

## Биография
Отец Альваро — немец, а мать — испанка. Стал билингвом в юном возрасте. У Альваро есть брат — Грег Таухерт и младшая сестра — Паула Таухерт. В возрасте десяти лет он с родителями переехал в Японию, Токио и жил там до 17 лет. В Японии Альваро брал уроки игры на пианино. Владеет несколькими языками: английский, испанский, немецкий и итальянский, немного знает разговорный японский.

### Urban Lights
Вернувшись в 2010 в Барселону, он создал вместе с братом и друзьями группу Urban Lights. Группа играла музыку из смеси электронной музыки, брит-попа и инди-попа. Они победили на музыкальном конкурсе при университете и появились в 2013 на испанском телевидении в конкурсе ¡Tú sí que vales! (Ты того стоишь!), дойдя до четвертьфинала. Группа выпустила альбом. Альваро продолжил учиться промышленному дизайну в школе Escuela de Graásmo Elisava, посещал музыкальную школу и работал в модельном агентстве в Барселоне.

### Сольная карьера
В 2014 Солер решил покинуть группу и заняться сольной карьерой в Германии. Переехав в Берлин, Альваро Солер выпустил сингл «El mismo sol» («То же самое солнце») в соавторстве с Али Жуковски и Саймоном Трибель из группы Juli. Релиз песни состоялся 24 апреля 2015 года, трек занимал все хит-парады Италии, Испании, Франции и стал летним хитом 2015 года.
В июне 2015 года Алваро выпустил первый студийный альбом Eterno Agosto под лейблом Universal Music в Италии и в Швейцарии. В конце августа премьера альбома состоялась во Франции, а осенью он был представлен в Испании.
В 2016 году Альваро выпустил песню «Sofia», которая занимала первые места в хит-парадах и стала для него визитной карточкой.
В том же году Альваро был членом жюри десятого сезона телепередачи «X Factor», итальянской версии телепередачи Фактор А и Главная сцена.
Альваро полиглот и свободно говорит на итальянском, немецком, английском, французском, каталанском и японском языках.

## Личная жизнь
23 мая 2023 года в Испании женился на Мелани Кролл. В июле 2024 года у пары родилась дочка.

## Дискография

### Альбомы
| Eterno Agosto  | - Дебютный альбом - Дата выхода: 23 июня 2015 - Лейбл: Universal Music                         | 1  | 1 | 79 | 25 |  |
| Mar De Colores | - Дата выхода: 7 сентября 2018 - Лейбл: Universal Music                                        | 10 | 4 | —  | 9  |  |
| Magia          | - Дата выхода: 9 июля 2021 - Лейбл: Airforce 1 Records - Формат: CD, цифровой                  | 32 | 2 | —  | 29 |  |
| EL CAMINO      | - Дата выхода: 10 октября 2025 - Лейбл: Lavaredo Records / Epic Records - Формат: CD, цифровой |    |   |    |    |  |